# 251 pr. n. št.
Stoletja: 4. stoletje pr. n. št. - 3. stoletje pr. n. št. - 2. stoletje pr. n. št.
Desetletja: 300. pr. n. št. 290. pr. n. št. 280. pr. n. št. 270. pr. n. št. 260. pr. n. št. - 250. pr. n. št. - 240. pr. n. št. 230. pr. n. št. 220. pr. n. št. 210. pr. n. št. 200. pr. n. št.
Leta: 256 pr. n. št. 255 pr. n. št. 254 pr. n. št. 253 pr. n. št. 252 pr. n. št. - 251 pr. n. št. - 250 pr. n. št. 249 pr. n. št. 248 pr. n. št. 247 pr. n. št. 246 pr. n. št.